# Pogrom w Safedzie (1838)
Pogrom w Safedzie – pogrom ludności żydowskiej do którego doszło mieście Safed podczas powstania Druzów w 1838 roku. Pogrom trwał przez 3. dni, od 5 do 7 lipca 1838 roku.

## Tło historyczne
Miasto Safed jest położone w Górnej Galilei. W XVI wieku stało się ono centrum żydowskiego mistycyzmu skupionego wokół kabały. Od XVII wieku jest uznawane za jedno z czterech świętych miast judaizmu (obok Jerozolimy, Tyberiady i Hebronu). Z tego powodu, przez całą długość historii Safedu zawsze istniała tam społeczność żydowska. Osłabienie gospodarcze, polityczne i militarne Imperium osmańskiego silnie wpłynęło na pozycję Safedu. Miasto zubożało, a trzęsienia ziemi i epidemie pogłębiły kryzys. W latach 1831–1834 doszło do wojny egipsko-osmańskiej, do której wstępem była wojna o niepodległość Grecji. Egipski wicekról Muhammad Ali był autokratycznym despotą, który widział potrzebę sprawowania kontroli nad Wielką Syrią. Posiadała ona niezwykle strategiczne położenie na Bliskim Wschodzie, a dodatkowo miała bogate zasoby naturalne. Co ważniejsze, Wielka Syria mogła odgrywać rolę strefy buforowej między Egiptem a Imperium osmańskim. Dlatego wysłał swojego zdolnego generała Ibrahima Pasza, który szybko zajął Palestynę, Liban i Syrię. Gdy w 1833 roku do Safedu zaczęły zbliżać się wojska egipskie, Druzowie splądrowali żydowską dzielnicę. Mieszkańcy wówczas nie ucierpieli, gdyż zdołali schronić się na przedmieściach. W rezultacie kolejnych podbojów, cała Palestyna znalazła się pod panowaniem egipskim. Ibrahim Pasza przygotowywał się dalej do wkroczenia na terytorium Turcji, czym zagroziłby Konstantynopolowi. Do prowadzenia wojny potrzebował jednak silnej armii. W owym czasie tradycyjne armie składały się z wojsk najemnych, niewolników oraz członków kasty wojowników. Dla utrzymania dużej armii, Egipcjanie potrzebowali jednak dużych środków finansowych. Z tego powodu, Ibrahim Pasza nałożył na zdobyte tereny Palestyny wysokie podatki. Wywołało to wzrost niezadowolenia społecznego. Ludność arabska Palestyny i Syrii w większości uważała siebie za poddanych Imperium osmańskiego. Podbój egipski rozbudził w nich patriotyzm osmański. Gdy władze egipskie ogłosiły przymusowy pobór do wojska, stało się to powodem do wybuchu chłopskiego buntu. Chłopi wierzyli bowiem, że pobór do armii oznacza dla każdego z nich wyrok śmierci. W ten sposób 19 maja 1834 roku wybuchło arabskie powstanie w Palestynie. Na jego czele stanęli członkowie najważniejszych arabskich klanów w Jerozolimie, Jafie, Nablusie i Hebronie. Prości arabscy chłopi szybko zorientowali się, że Żydzi i chrześcijanie są łatwymi celami ataków oraz grabieży. Z tego powodu doszło do pogromu w Safedzie (1834). Po ustaniu zamieszek, ocaleni Żydzi powrócili do swoich domów. Ibrahim Pasza nałożył kontrybucję na okoliczne wioski, zdołała ona jednak tylko w niewielkim stopniu wynagrodzić Żydom poniesione straty. Zdołano odzyskać tylko niewielką część rozkradzionego mienia. Pogrom z 1834 roku przyczynił się do osłabienia tutejszej gminy żydowskiej. Trzęsienie ziemi z 1837 roku tylko pogłębiło zniszczenia dzielnicy żydowskiej. Równocześnie bardzo pogarszało się położenie lokalnych społeczności arabskich i druzyjskich położonych w zniszczonych regionach Libanu, Syrii i Galilei. Sytuację Druzów dodatkowo pogarszało nieprzyjazne nastawienie Ibrahima Paszy, który uważał ich za niewiernych. Nałożenie nowych podatków oraz ogłoszenie dekretu o rekrutacji do egipskiej armii, spowodowały wybuch powstania Druzów. Starcia wybuchły w styczniu 1838 roku w rejonie Damaszku, i bardzo szybko rozprzestrzeniły się na cały region. Druzowie dążyli do usunięcia Egipcjan, ponieśli jednak 4 lipca klęskę w bitwie w Dolinie Bekaa. Pozostałe siły przeszły wówczas z Libanu na południe do Galilei, gdzie na drodze stanął im egipski garnizon w mieście Safed.

## Przebieg
Gdy do Górnej Galilei wkroczyły siły Druzów, dysponowały one znaczącą przewagą nad niewielkim egipskim garnizonem miasta Safed. Z tego powodu Egipcjanie, pomimo protestów i lamentów mieszkańców, wycofali się z miasta. W dniu 5 lipca 1838 roku do Safedu wkroczyli Druzowie. Do druzyjskich powstańców dołączyli muzułmańscy chłopi i splądrowali żydowską dzielnicę. Druzowie wierzyli, że Żydzi mają poukrywane w domach skarby, a lokalni muzułmanie tylko zachęcali ich do ataku. Doszło wówczas do pogromu ludności żydowskiej, który trwał przez trzy dni. Tylko jeden muzułmanin w mieście, Muhammed Mustafa, udzielił schronienia żydowskim uciekinierom, zapewniając im odzienie, żywność i schronienie. Wielu Żydów uciekło do Jerozolimy i Akki. Tym razem Ibrahim Pasza dużo szybciej interweniował, i już 7 lipca 1838 roku jego siły dotarły w rejon Safedu zmuszając Druzów do ucieczki. Oficjalne dane nie informowały o żadnych ofiarach śmiertelnych pogromu.

## Konsekwencje
Pomimo tych wszystkich tragicznych katastrof, społeczność żydowska w Safedzie wciąż jeszcze istniała i liczyła około 1,5 tys. osób. W latach 1839–1841 doszło do II wojny egipsko-osmańskiej, w trakcie której w 1840 roku Turcy osmańscy zdołali przywrócić porządek w Galilei. Tym samym powrócił spokój do Safedu.